# Psammina stipitata
Psammina stipitata är en svampart som beskrevs av D. Hawksw. 1979. Psammina stipitata ingår i släktet Psammina, divisionen sporsäcksvampar och riket svampar.   Inga underarter finns listade i Catalogue of Life.